# عقد 1160
عقد 1160 هو عقد امتد بين 1 يناير 1160 و31 ديسمبر 1169 بحسب التقويم الميلادي. سبقه عقد 1150 ولحقه عقد 1170.

## أحداث
- معركة البقيعة (1163)
- معركة حارم (1164)
- معركة البابين (1167)

## مواليد
- بيرنغاريا من نافارا (1165)
- رينو، كونت دامارتين (1165)
- ابن الأثير الجزري (1160)
- الصالح إسماعيل (1163)
- جوان ملكة صقلية (1165)
- ابن النبيه المصري (1165)
- الوراني الموصلي (1162)
- بورتي (1161)
- إليانور الإنجليزية (1162)
- جون ملك إنجلترا (1166)
- إينوسنت الثالث (1161)

## وفيات
- كارل سفيركرسون (1167)
- ابن عزرا (1167)
- ريموند برانجيه الرابع (1162)
- ابن القلانسي (1160)
- سليمان شاه بن محمد (1161)
- محمد المقتفي لأمر الله (1160)
- الفائز بنصر الله (1160)
- أبو بكر بن الصيرفي (1162)
- طلائع بن رزيك (1161)
- إريك يدفاردسون (1160)
- ميليسندا (1161)

## كتب
- Yves Denis Papin (1998). Chronologie de l'histoire ancienne. Lieu de publication non identifié: Éditions Jean-paul Gisserot. ISBN:2-87747-346-5. OCLC:40746926. مؤرشف من الأصل في 2022-03-16.
- موسوعة حضارة العالم (2002) لأحمد محمد عوف.

## روابط خارجية
- تصفح سنة بسنة عقد 1160 على موقع onthisday.com
- تصفح سنة بسنة عقد 1160 ابتداءً من سنة عقد 1160 على موقع المكتبة الوطنية الفرنسية